# Курганская, Валентина Дмитриевна
Курганская Валентина Дмитриевна - специалист в области этнополитологии Института философии, политологии и религиоведения КН МОН РК. Доктор философских наук, профессор. Сфера научных интересов - этнополитология, этносоциология, этнология, история философии.  

## Биография
Родилась 6 июня 1956 г. В 1978 г. окончила философско-экономический факультет КазГУ им. С.М. Кирова.
С 1980 г. по 1999 г. работала доцентом, зав. кафедрой философии в Казахской головной архитектурно-строительной академии. С 2000 г. работает в Институте философии, политологии и религиоведения КН МОН РК главным научным сотрудником.
В 1984-1987 гг. училась в очной аспирантуре философского факультета МГУ.
В 1987 г. защитила диссертацию на соискание ученой степени кандидата философских наук по теме «Религиозно-философское сознание в России конца ХIХ начала ХХ в. как социально-политический феномен».
В 2005 г. защитила диссертацию на соискание ученой степени доктора философских наук по теме «Всеединство как онтологическая структура личностного самоопределения (историко-философский анализ)».
В 2006 г. присвоено ученое звание профессор.
Автор и соавтор около 300 научных работ, в том числе более 20 индивидуальных и коллективных монографий, 2 учебных пособий для вузов.
Участвовала в разработке фундаментальных и прикладных научно-исследовательских проектов в качестве ответственного исполнителя, научного руководителя, консультанта, рецензента по линии МОН РК, МКИ РК, а также международных организаций – ЮНЕСКО, ОБСЕ, Европейской Комиссии в Казахстане и др.

## Сочинения
- Курганская В.Д. Философская антропология как метафизика свободы. – Алматы: КазГАСА, 1997. – 219 с.

·      Курганская В.Д. Метафизика всеединства: личностный смысл мировоззренческих универсалий. Алматы: КазГАСА, 2020. – 227 с.
- Курганская В.Д. Правосознание этнических групп в Казахстане: социокультурный контекст формирования. - Алматы: Центр гуманитарных исследований, 2004. - 280 с.
- Нысанбаев А.Н., Курганская В.Д. Бизнес-сообщество Казахстана: тенденции развития // Социс. – 2013.- № 5. – С. 41-48.
- Курганская В.Д., Дунаев В.Ю. Консолидация этнических групп Казахстана: проблемы и противоречия // Культура и политика. Том 5. – Варшава: Лаборатория политической культуры Института политических наук Варшавского университета, 2014. – С. 137-156.
- Курганская В.Д., Дунаев В.Ю.  Стратегические приоритеты и региональные аспект этнодемографической политики Республики Казахстан Современный портрет современного казахстанского общества: Сб. ст. 2-й выпуск. Астана-Алматы: ИМЭП при Фонде Первого Президента РК – Лидера нации, 2016. - С. 99-149.
- Vladimir Dunaev, Valentina Kurganskaya, Mukhtarbek Shaikemelev. Integration of Scientific and Educational Space in the Republic of Kazakhstan // Political Science Studies. The political processes of Eastern European countries. Trends and challenges / Edited by Stanisław Sulowski and Jacek Zaleśny. – Warsaw, 2018. № 48. – P. 212-228.
- Assem Berdalina, Valentina Kurganskaya, Ayazhan Sagikyzy Tolerance in inter-ethnic and, inter-confessional relations in Kazakhstan Central Asia the Caucasus. Journal of Social and Political Studies / CA&C Press AB Sweden. -  2019. – Vol. 20 - Issue 3. – P.134-148.
- Дунаев В.Ю., Курганская В.Д. Идентичность: семантика понятия и логика дискурса // Аль Фараби. - 2020. - №2. - С. 46-62.
- Дунаев В.Ю., Курганская В.Д. Цифровизация как моделирующая система социальной стратификации // Социальные новации и социальные науки. ФБГУН Институт научной информации по общественным наукам РАН, 2021. – М.: ИНИОН. - 2021. - № 1. – С. 46-64. DOI: 10.31249/snsn/2021.01.00

## Государственные награды, почетные звания
- Медаль «20 лет Независимости Республики Казахстан» (10.11.2011 г.);
- Нагрудный знак «За заслуги в развитии науки Республики Казахстан» (10.12.2014 г.)